# Till Veltmann
Till Veltmann (* 1. Februar 1977 in Essen) ist ein deutscher Rechtsanwalt, Notar und Autor verschiedener juristischer Sachbücher.

## Leben und Beruf
Veltmann absolvierte zunächst eine Ausbildung zum Bankkaufmann. Anschließend studierte er Rechtswissenschaften in Münster mit Spezialisierung im Bank- und Kapitalmarktrecht. Veltmann promovierte zu einem kapitalmarktrechtlichen Thema. Seit Abschluss des Referendariats in Essen war Veltmann zunächst als Rechtsanwalt in der Kanzlei Alpmann Fröhlich tätig, Repetitor im Zivilrecht sowie Sachbuchautor der bekannten juristischen Skriptenreihe von Alpmann Schmidt in Münster. Von 2011 bis 2023 war Veltmann Rechtsanwalt in der Kanzlei Streitbörger in Hamm, seit 2012 Fachanwalt für Arbeitsrecht und seit 2014 Notar. Seit 2024 ist Veltmann Rechtsanwalt und Notar am Standort Hamm der Kanzlei Grüter.

## Veröffentlichungen (Auszug)
- Sachenrecht 1 – Bewegliche Sachen, Allgemeine Lehren, 19. Auflage 2014; ISBN 978-3-86752-067-6
- Basisskript Sachenrecht, 2. Auflage 2013; ISBN 978-3-86752-272-4
- Corporate Governance in Stiftungen, in: Werner (Hrsg.): Handbuch „Stiftungswesen – Recht, Steuern, Wirtschaft“,  (Berlin 2008); ISBN 978-3-8305-0904-2
- Instrumente des Anlegerschutzes im Investmentrecht, Aachen : Shaker, 2007, ISBN 978-3-8322-5988-4